# جنگ تمام‌عیار: روم ۲
جنگ تمام‌عیار: روم ۲ (به انگلیسی: Total War: Rome II) یک بازی ویدئویی استراتژی به سبک تاکتیک نوبتی است که توسط کریتیو اسمبلی توسعه یافته و به‌وسیلهٔ سگا در سال ۲۰۱۳ برای مایکروسافت ویندوز ارائه شد. این هشتمین قسمت از مجموعه بازی‌های جنگ تمام‌عیار به‌شمار می‌رود، که در واقع جانشینی برای بازی روم: جنگ تمام‌عیار بوده است، بازی ای که در سال ۲۰۰۴ منتشر شده بود.

## بازی
بازی جنگ تمام‌عیار: روم ۲ در دوران باستان جریان دارد و از سال ۲۷۲ پیش از میلاد آغاز و حدود ۳۰۰ سال جریان دارد. بازیباز می‌تواند با انتخاب یکی از تمدن‌های موجود بازی را آغاز کند. روند بازی روم ۲ شبیه بازی‌های قبلی سری جنگ تمام‌عیار است و ویژگی‌های جدیدی را شامل می‌شود. اولین ویژگی جدیدی که در این سری وجود نبردهای زمینی و دریایی به صورت یکجا است که در بازی‌های قبلی نبردهای زمینی و دریایی جدا از هم انجام می‌شد اما در روم۲ می‌توان مستقیماً در وسط نبرد سربازان را از کشتی‌ها پیاده کرده و وارد نبرد زمینی شد. از ویژگی‌های دیگر میزان دید است. در این بازی میزان دید بازیباز که از بالا نیروهایش را هدایت می‌کند به اندازه دید خود نیروها است و وقتی ارتش دشمن برای بازیباز قابل مشاهده است و از حالت اختفا بیرون می‌آید که در معرض دید نیروهای بازیباز باشد. همانند ویژگی اضافه شده به نسخه شوگان۲ سقوط سامورایی بازیباز می‌تواند به صورت هم‌زمان ۴۰ واحد سرباز را فرماندهی کند و در نبردهای ساحلی بازیباز می‌تواند علاوه بر ۴۰ واحد نیروی زمینی، ۴۰ واحد نیروی دریایی را نیز کنترل کند که در که در مجموعه بازی‌های جنگ تمام عیار تا آن زمان چیزی جدیدی بود. قابلیت جدید میزان تجهیزات هر واحد است که این قابلیت باعث می‌شود نیروهایی که زره پوش تر هستند در مقابل شلیک و پرتاب نیزه و تیر مقاوم‌تر باشند و هم‌چنین در هنگام نبرد سلامتی آنها دیرتر کاهش یابد.

## ایرانیان در بازی
بازی جنگ تمام‌عیار: روم ۲ دارای شاهنشاهی اشکانی و ساسانی است. این بازی بعضی فرماندهان، تعدادی شاهان ایرانی و سربازان ویژه (مثل گارد جاویدان و…) را دارا است و این دو تمدن قابل بازی می‌باشند. این بازی جدال اشکانیان مقابل سلوکیان و ساسانیان مقابل اعراب و رومی‌ها را به تصویر کشیده است.

## گروه‌ها در بازی

#### گروه‌ها بر اساس فرهنگ
تمدن‌های ایتالیا
- روم
- پالمیرا
- روم گالیک
- تارکوینیا

تمدن‌های فنیقی
- کارتاژ

قبایل بالکان
- پادشاهی ادروسی
- جیتاای
- اردیایی
- تایلس
- داکیه

قبایل گالیک
- بویی
- آرورنی
- نرویی
- گالاتیا
- سنونز
- اینسوبرس

پادشاهی‌های جانشینان
- امپراتوری سلوکیان
- مصر بطلمیوسی
- مقدونیه
- باکتریا

پادشاهی‌های بیابان نشین
- ماسائسیلی
- نبتیه
- سبا
- کوش

دولت شهرهای یونانی
- ماسلیا
- اسپارت
- آتن
- اپیروس
- سیراکوز
- تاراس
- لیگ بویوتیا
- کورینتوس

قبایل ایتالیایی
- سامنیت‌ها
- ونت‌ها

قبایل نوراژی
- ایولی

قبایل ایبری
- لوزیتانیا
- آرواسی

قبایل کوچ نشین
- روکسولانی
- ماساگت
- سکاهای سلطنتی
- آلان‌ها

گروه‌های ایرانی
- شاهنشاهی اشکانی
- اشکانیان ارمنستان
- پنتوس
- شاهنشاهی ساسانی
- بیتینی
- ماد آتروپاتن
- ماد
- اردهان
- پارثوا
- درنگیانا
- آریا
- ساگارتیا
- پارس
- کولخیس
- کارتلی

مهاجرنشین‌های دریای سیاه
- پرگامون
- کیمری‌ها
- کولخیس

قبایل بریتانیایی
- آیسینا
- کالدونیا

قبایل ژرمن
- سوئبی‌ها
- ساکسون‌ها
- گوت‌ها
- مارکومان‌ها

## استقبال و بازخورد
این بازی توانست از متاکریتیک نمره ۷۶ از ۱۰۰ را دریافت کند.

### فروش
این بازی با وجود مشکلات قابل توجهی فنی، یک موفقیت تجاری برای کمپانی سگا بود و آمار آن در هر دو قسمت فروش و تعداد بازیکنان هم‌زمان در روز عرضه بیش از همه بازی‌های دیگر در جنگ تمام‌عیار (سری) بود.